# 7.ª edición de los Crunchyroll Anime Awards
La 7.ª edición de los Crunchyroll Anime Awards se llevó a cabo el 4 de marzo de 2023, en el salón principal de banquetes del Grand Prince Hotel New Takanawa en Tokio, Japón. Fue la primera ceremonia que se realizó en persona desde 2020; ambas ceremonias en 2021 y 2022 se realizaron de manera virtual. Además, fue la primera ceremonia que se llevó a cabo en Japón, ya que las ceremonias físicas anteriores se llevaron a cabo en los Estados Unidos. Los animes lanzados en televisión o en línea en Japón desde noviembre de 2021 hasta septiembre de 2022 fueron elegibles para nominaciones para esta edición. La ceremonia fue conducida por la seiyu Sally Amaki y el presentador Jon Kabira, con el CEO de Sony, Kenichiro Yoshida, abriendo el espectáculo. Los ganadores anteriores ALI y AKLO, Yūki Kajiura y Kohta Yamamoto actuaron en la ceremonia, mientras que la cantante Haruka Kaki de Nogizaka46, el comediante Kendo Kobayashi, el animador Roland y la actriz Sawa Suzuki entregaron los premios a los ganadores junto con varios actores de voz y artistas. Sony Music Solutions colaboró con Crunchyroll en la planificación y las operaciones, y Telescope Inc. administró el proceso de votación. Crunchyroll transmitió la ceremonia en vivo en YouTube y Twitch, así como en SonyLIV en India. La votación para la categoría Anime del Año incluyó "votación social" por primera vez, lo que permitió a los usuarios de Twitter votar por la categoría publicando los hashtags necesarios o retuiteando. La lista de nominados se anunció el primer día de votación, el 19 de enero. La votación se cerró el 25 de enero.
Crunchyroll anunció los jueces y las categorías el 8 de diciembre de 2022. Esta edición contó con 31 categorías y se dividió en "categorías principales" y "categorías de fanáticos". Los ganadores de las categorías principales se anunciaron físicamente, mientras que los ganadores de las categorías de fanáticos se anunciaron a través de un evento global de transmisión en vivo que se llevó a cabo antes. Se introdujeron nuevas categorías: Personaje "Debe protegerse a toda costa", "Mejor Anime Original, Elección del Presentador, Mejor Canción de Anime, Mejor Personaje Secundario y Mejor Serie Nueva. La Mejor Serie Continua se restableció después de estar ausente desde 2019. El Mejor Personaje Principal y el Mejor Personaje Secundario reemplazaron las categorías de Mejor Personaje Principal, Mejor Personaje Masculino y Mejor Personaje Femenino. Se introdujo un Premio al Logro Especial después de que no se otorgara en las ediciones anteriores, pero aún no se ha otorgado. También se presentó el Elección del Presentador, que aún no ha sido entregado por un "invitado especial" a un "colaborador de honor" de su elección. Se incluyeron dos nuevos idiomas, árabe e italiano, en la Mejor Interpretación de Voz, pero se eliminó el ruso. Se eliminaron los premios a Mejor antagonista y Mejor Escena de Lucha.

## Ganadores y nominados
Spy × Family obtuvo la mayor cantidad de nominaciones con 19, seguido de Ōsama Ranking (17 nominaciones) y Cyberpunk: Edgerunners (13 nominaciones). Las tres series de anime fueron nominadas a Anime del Año, junto con Shingeki no Kyojin: The Final Season Part 2, Kimetsu no Yaiba: Yūkaku-hen y Lycoris Recoil. Todos los nominados a Anime del Año, excepto Lycoris Recoil, también fueron nominados en la categoría de Mejor Animación, junto con Akebi-chan no Sailor-fuku. Las películas de éxito comercial Dragon Ball Super: Super Hero y Jujutsu Kaisen 0 fueron nominadas en la categoría de Mejor Película, junto con Bubble, Shika no Ō, y la nominado a los Premios Annie Inu-Oh.
Cyberpunk: Edgerunners ganó Anime del Año, convirtiéndose en la primera serie de adaptación y precuela de videojuegos en ganar, así como Zach Aguilar, quien también ganó el premio a Mejor Interpretación de Voz (inglés) por su trabajo como David Martinez. Kimetsu no Yaiba: Yūkaku-hen, Shingeki no Kyojin: The Final Season Part 2, y Spy × Family están empatadas con la mayor cantidad de victorias con seis. La película Jujutsu Kaisen 0 ganó tres premios, incluido el de Mejor Película. Eren Jaeger de Shingeki no Kyojin ganó el premio al Mejor Personaje Principal, mientras que Anya Forger de Spy × Family ganó el premio al Mejor Personaje Secundario y al personaje "Debe protegerse a toda costa". Haruo Sotozaki, director de Kimetsu no Yaiba: Yūkaku-hen, ganó el premio al Mejor Director. "The Rumbling" ganó como Mejor Secuencia de Apertura y Mejor Canción de Anime, mientras que "Comedy" ganó como Mejor Secuencia de Cierre. Yūki Kaji ganó la Mejor Interpretación de Voz (japonés) por segundo año consecutivo. Amal Hawija y Elisa Giorgio ganaron la Mejor Interpretación de Voz inaugural para árabe e italiano, respectivamente. Kimetsu no Yaiba: Yūkaku-hen ganó Mejor Acción y Mejor Fantasía, Spy × Family ganó Mejor Comedia, Shingeki no Kyojin: The Final Season Part 2 ganó Mejor Drama y Kaguya-sama wa Kokurasetai: Tensai-tachi no Ren'ai Zunōsen (Temporada 3) ganó Mejor Romance.

### Categorías
Indica el ganador dentro de cada categoría, mostrado al principio y resaltado en negritas. A continuación se listan los nominados y ganadores de los Crunchyroll Anime Awards:
| Anime del Año - Cyberpunk: Edgerunners — Studio Trigger - Shingeki no Kyojin: The Final Season Part 2 — MAPPA - Kimetsu no Yaiba: Yūkaku-hen — Ufotable - Lycoris Recoil — A-1 Pictures - Ōsama Ranking Parte 2 — Wit Studio - Spy × Family — Wit Studio & CloverWorks | Mejor Anime Original - Lycoris Recoil — A-1 Pictures - Birdie Wing: Golf Girls' Story — Bandai Namco Pictures - Healer Girl — 3Hz - Jóvenes en órbita — Production +h - Vampire in the Garden — Wit Studio - Yurei Deco — Science Saru |
| Mejor Diseño de Personajes - Akira Matsushima, diseño original por Koyoharu Gotouge — Kimetsu no Yaiba: Yūkaku-hen - Yō Yoshinari — Cyberpunk: Edgerunners - Masanori Shino, diseño original por Hirohiko Araki — JoJo's Bizarre Adventure: Stone Ocean - Kazumasa Ishida, diseño original por Shinichi Fukuda — Sono Bisque Doll wa Koi o Suru - Atsuko Nozaki, diseño original por Sōsuke Tōka — Ōsama Ranking Parte 2 - Kazuaki Shimada, diseño original por Tatsuya Endō — Spy × Family | Mejor Animación - Kimetsu no Yaiba: Yūkaku-hen — Ufotable - Akebi-chan no Sailor-fuku — CloverWorks - Shingeki no Kyojin: The Final Season Part 2 — MAPPA - Cyberpunk: Edgerunners — Studio Trigger - Ōsama Ranking Parte 2 — Wit Studio - Spy × Family — CloverWorks & Wit Studio |
| Mejor Serie Nueva - Spy × Family — CloverWorks & Wit Studio - Yofukashi no Uta — Liden Films - Cyberpunk: Edgerunners — Studio Trigger - Lycoris Recoil — A-1 Pictures - Sono Bisque Doll wa Koi o Suru — CloverWorks - Paripi Kōmei — P.A. Works | Mejor Serie Continua - One Piece — Toei Animation - Shingeki no Kyojin: The Final Season Part 2 — MAPPA - Kimetsu no Yaiba: Yūkaku-hen — Ufotable - JoJo's Bizarre Adventure: Stone Ocean — David Production - Kaguya-sama wa Kokurasetai: Tensai-tachi no Ren'ai Zunōsen (Temporada 3) - Made in Abyss (Temporada 2) |
| Mejor Secuencia de Apertura - "The Rumbling" por SiM, dirigido y guionizado por Takashi Kojima — Shingeki no Kyojin: The Final Season Part 2 - "Chikichiki Banban" por QUEENDOM, dirigido y guionizado por 10GAUGE — Paripi Kōmei - "Mixed Nuts" por Official Hige Dandism, dirigido y guionizado por Masashi Ishihama — Spy × Family - "Hadaka no Yūsha" por Vaundy, dirigido y guionizado por Shingo Yamashita — Ōsama Ranking Parte 2 - "This Fffire" por Franz Ferdinand, dirigido por Hiroyuki Imaishi y guionizado por Kai Ikarashi — Cyberpunk: Edgerunners - "Zankyō Sanka" por Aimer, dirigido por Akira Matsushima y guionizado por Haruo Sotozaki — Kimetsu no Yaiba: Yūkaku-hen | Mejor Secuencia de Cierre - "Comedy" por Gen Hoshino, dirigido y guionizado por Atsushi Nishigori — Spy × Family - "Akuma no Ko" por Ai Higuchi, dirigido y guionizado por Paraco Shinohara — Shingeki no Kyojin: The Final Season Part 2 - "Heart wa Oteage" por Airi Suzuki, dirigido y guionizado por Nichika Ono — Kaguya-sama wa Kokurasetai: Tensai-tachi no Ren'ai Zunōsen (Temporada 3) - "Koi no Yukue" por Akari Akase, dirigido y guionizado por Futata — Sono Bisque Doll wa Koi o Suru - "Koshaberi Biyori" por FantasticYouth, dirigido y guionizado por Kōki Fujimoto — Komi-san wa, Komyushō desu. (Temporada 2) - "Yofukashi no Uta" por Creepy Nuts, dirigido por Haruka Segawa y guionizado por Tomoyuki Itamura — Yofukashi no Uta |
| Mejor Banda Sonora - Hiroyuki Sawano y Kohta Yamamoto — Shingeki no Kyojin: The Final Season Part 2 - Akira Yamaoka — Cyberpunk: Edgerunners - Go Shiina y Yūki Kajiura — Kimetsu no Yaiba: Yūkaku-hen - Kevin Penkin — Made in Abyss (Temporada 2) - (K)NoW_NAME — Spy × Family - Genki Hikota — Paripi Kōmei | Mejor Película - Jujutsu Kaisen 0 — MAPPA - Bubble — Wit Studio - Dragon Ball Super: Super Hero — Toei Animation - Inu-Oh — Science Saru - One Piece Film: Red — Toei Animation - Shika no Ō — Production I.G |
| Mejor Director - Haruo Sotozaki — Kimetsu no Yaiba: Yūkaku-hen - Hiroyuki Imaishi — Cyberpunk: Edgerunners - Kazuhiro Furuhashi — Spy × Family - Shingo Adachi — Lycoris Recoil - Yōsuke Hatta — Ōsama Ranking Parte 2 - Yūichirō Hayashi — Shingeki no Kyojin: The Final Season Part 2 | Mejor Personaje Principal - Eren Jaeger — Shingeki no Kyojin: The Final Season Part 2 - Bojji — Ōsama Ranking Parte 2 - Chisato Nishikigi — Lycoris Recoil - David Martinez — Cyberpunk: Edgerunners - Loid Forger — Spy × Family - Marin Kitagawa — Sono Bisque Doll wa Koi o Suru |
| Mejor Personaje Secundario - Anya Forger — Spy × Family - Ai Hayasaka — Kaguya-sama wa Kokurasetai: Tensai-tachi no Ren'ai Zunōsen (Temporada 3) - Kage — Ōsama Ranking Parte 2 - Rebecca — Cyberpunk: Edgerunners - Tengen Uzui — Kimetsu no Yaiba: Yūkaku-hen - Yor Forger — Spy × Family | Personaje "Debe Proteger a Toda Costa" - Anya Forger — Spy × Family - Bojji — Ōsama Ranking Parte 2 - Kage — Ōsama Ranking Parte 2 - Komi Shōko — Komi-san wa, Komyushō desu. (Temporada 2) - Kotaro Satō — Kotarō wa Hitorigurashi - Marin Kitagawa — Sono Bisque Doll wa Koi o Suru |
| Mejor Acción - Kimetsu no Yaiba: Yūkaku-hen — Ufotable - Shingeki no Kyojin: The Final Season Part 2 — MAPPA - Cyberpunk: Edgerunners — Studio Trigger - JoJo's Bizarre Adventure: Stone Ocean — David Production - Lycoris Recoil — A-1 Pictures - Spy × Family — Wit Studio & CloverWorks | Mejor Comedia - 'Spy × Family — Wit Studio & CloverWorks - Kaguya-sama wa Kokurasetai: Tensai-tachi no Ren'ai Zunōsen (Temporada 3) — A-1 Pictures - Kotarō wa Hitorigurashi — Liden Films - Sono Bisque Doll wa Koi o Suru — CloverWorks - Isekai Ojisan — Atelier Pontdarc - Paripi Kōmei — P.A. Works |
| Mejor Drama - Shingeki no Kyojin: The Final Season Part 2 — MAPPA - 86: Eighty-Six — A-1 Pictures - Cyberpunk: Edgerunners — Studio Trigger - Dance Dance Danseur — MAPPA - Kotarō wa Hitorigurashi — Liden Films - Made in Abyss (Temporada 2) — Kinema Citrus | Mejor Fantasía - Kimetsu no Yaiba: Yūkaku-hen — Ufotable - Made in Abyss (Temporada 2) — Kinema Citrus - Mushoku Tensei: Isekai Ittara Honki Dasu Parte 2 — Studio Bind - Overlord (Temporada 4) — Madhouse - Ōsama Ranking Parte 2 — Wit Studio - Vanitas no Carte Parte 2— Bones |
| Mejor Romance - Kaguya-sama wa Kokurasetai: Tensai-tachi no Ren'ai Zunōsen (Temporada 3) — A-1 Pictures - Yofukashi no Uta — Liden Films - Komi-san wa, Komyushō desu. (Temporada 2) — OLM - Koi wa Sekai Seifuku no Ato de — Project No.9 - Sono Bisque Doll wa Koi o Suru — CloverWorks - Kawaii dake ja Nai Shikimori-san — Doga Kobo | Mejor Interpretación de Voz (Japonés) - Yuki Kaji como Eren Jaeger — Shingeki no Kyojin: The Final Season Part 2 - Atsumi Tanezaki como Anya Forger — Spy × Family - Chika Anzai como Chisato Nishikigi — Lycoris Recoil - Fairouz Ai como Jolyne Cujoh — JoJo's Bizarre Adventure: Stone Ocean - Misaki Kuno como Faputa — Made in Abyss (Temporada 2) - Natsuki Hanae como Tanjiro Kamado — Kimetsu no Yaiba: Yūkaku-hen |
| Mejor Interpretación de Voz (Inglés) - Zach Aguilar como David Martinez — Cyberpunk: Edgerunners - Amanda Lee como Marin Kitagawa — Sono Bisque Doll wa Koi o Suru - Cherami Leigh como Kotaro Satō — Kotarō wa Hitorigurashi - Natalie Van Sistine como Yor Forger — Spy × Family - SungWon Cho como Kage — Ōsama Ranking - Zeno Robinson como Gamma 2 — Dragon Ball Super: Super Hero | Mejor Interpretación de Voz (Árabe) - Amal Hawija como Gon Freecss — Hunter × Hunter - Adel Abo Hassoon como Kage — Ōsama Ranking - Amal Saadalden como Conan Edogawa — Detective Conan: The Bride of Halloween - Mohja AlSheak como Izuku Midoriya — My Hero Academia (Temporada 1) - Naji Makhoul como Ichigo Kurosaki — Bleach (Temporada 1) - Ula Zidan como Marin Kitagawa — Sono Bisque Doll wa Koi o Suru |
| Mejor Interpretación de Voz (Alemán) - Nicolás Artajo como Yūta Okkotsu — Jujutsu Kaisen 0 - Gabrielle Pietermann como Marin Kitagawa — Sono Bisque Doll wa Koi o Suru - Jannik Endemann como Ritsuka Uenoyama — Given - Lara Trautmann como Belle — Belle - Torsten Michaelis como Askeladd — Vinland Saga (Temporada 1) - Uwe Thomsen como Jotaro Kujo — JoJo's Bizarre Adventure: Diamond Is Unbreakable | Mejor Interpretación de Voz (Francés) - Brigitte Lecordier como Bojji — Ōsama Ranking - Alexis Tomassian como Kage — Ōsama Ranking - Dorothée Pousséo como Lucy — Cyberpunk: Edgerunners - Geneviève Doang como Vladilena Milizé — 86: Eighty-Six - Laure Filiu como Jolyne Cujoh — JoJo's Bizarre Adventure: Stone Ocean - Martin Faliu como Miyuki Shirogane — Kaguya-sama wa Kokurasetai: Tensai-tachi no Ren'ai Zunōsen (Temporada 3) |
| Mejor Interpretación de Voz (LATAM) - Irwin Daayán como Kyojuro Rengoku — Kimetsu no Yaiba: Mugen Ressha-hen (Versión TV) - José Vilchis como Spike Spiegel — Cowboy Bebop - Victor Ugarte como Shinji Ikari — Evangelion 3.0+1.0 Thrice Upon a Time - José Gilberto Vilchis como Satoru Gojo - Jujutsu Kaisen - Jessica Ángeles como Kaguya Shinomiya — Kaguya-sama wa Kokurasetai: Tensai-tachi no Ren'ai Zunōsen - Romina Marroquín como Kumoko — Kumo desu ga, Nani ka? | Mejor Interpretación de Voz (España) - Jaime Pérez de Sevilla como Yūta Okkotsu — Jujutsu Kaisen 0 - Lourdes Fabrés como Jolyne Cujoh — JoJo's Bizarre Adventure: Stone Ocean - Alejandro Albaiceta como Gohan — Dragon Ball Super: Super Hero - Marc Gómez como Daida — Ōsama Ranking Parte 1 - Masumi Mutsuda como Yatora Yaguchi — Blue Period - Mónica Padrós como Hiling — Ōsama Ranking Parte 1 |
| Mejor Interpretación de Voz (Portugués) - Nina Carvalho como Anya Forger — Spy × Family - Antônio Moreno como Heihachi Mishima — Tekken: Bloodline - Charles Emmanuel como Kazuya Kinoshita — Kanojo, Okarishimasu (Temporada 2) - Mariana Dondi como Hayase Nagatoro — Ijiranaide, Nagatoro-san - Pedro Alcântara como Yuta Okkotsu — Jujutsu Kaisen 0 - Yan Gesteira como Ashito Aoi — Aoashi | Mejor Interpretación de Voz (Italiano) - Alejandro Orozco como Gyutaro — Kimetsu no Yaiba: Yūkaku-hen - Diana Castañeda como Chisato Nishikigi — Lycoris Recoil - Elizabeth Infante como Chika Fujiwara — Kaguya-sama wa Kokurasetai: Tensai-tachi no Ren'ai Zunōsen (Temporada 3) - Erika Langarica como Marin Kitagawa — Sono Bisque Doll wa Koi o Suru - Miguel de León como Loid Forger — Spy × Family - Víctor Hugo Aguilar como Ains Ooal Gown — Overlord (Temporada 4) |
| Mejor Canción de Anime - "The Rumbling" por SiM — Shingeki no Kyojin: The Final Season Part 2 - "Chikichiki Banban" por QUEENDOM — Paripi Kōmei - "Comedy" por Gen Hoshino — Spy × Family - "My Nonfiction" por Makoto Furukawa y Konomi Kohara — Kaguya-sama wa Kokurasetai: Tensai-tachi no Ren'ai Zunōsen (Temporada 3) - "New Genesis" por Ado — One Piece Film: Red - "Shall We Dance?" por Reona — Shadows House (Temporada 2) | Premio al Logro Especial - Ningún premio otorgado |
| Elección del Presentador - No se entregó ningún premio | |
| Fuente: | |

## Estadísticas

### Anime con múltiples nominaciones
| Nominaciones | Anime                                                                    |
| ------------ | ------------------------------------------------------------------------ |
| 19           | Spy × Family                                                             |
| 17           | Ōsama Ranking (Parte 2)                                                  |
| 13           | Cyberpunk: Edgerunners                                                   |
| 12           | Shingeki no Kyojin: The Final Season Part 2                              |
| 12           | Kimetsu no Yaiba: Yūkaku-hen                                             |
| 12           | Sono Bisque Doll wa Koi o Suru                                           |
| 8            | Kaguya-sama wa Kokurasetai: Tensai-tachi no Ren'ai Zunōsen (Temporada 3) |
| 8            | Lycoris Recoil                                                           |
| 6            | Made in Abyss (Temporada 2)                                              |
| 6            | JoJo's Bizarre Adventure: Stone Ocean                                    |
| 5            | Paripi Kōmei                                                             |
| 4            | Jujutsu Kaisen 0                                                         |
| 4            | Kotarō wa Hitorigurashi                                                  |
| 3            | Yofukashi no Uta                                                         |
| 3            | Dragon Ball Super: Super Hero                                            |
| 3            | Komi-san wa, Komyushō desu. (Temporada 2)                                |
| 2            | 86: Eighty-Six                                                           |
| 2            | One Piece Film: Red                                                      |
| 2            | Overlord (Temporada 4)                                                   |

### Anime con múltiples victorias
| Gana | Anime                                       |
| ---- | ------------------------------------------- |
| 6    | Shingeki no Kyojin: The Final Season Part 2 |
| 6    | Kimetsu no Yaiba: Yūkaku-hen                |
| 6    | Spy × Family                                |
| 3    | Jujutsu Kaisen 0                            |
| 2    | Cyberpunk: Edgerunners                      |